# Distrito de Vellore
Vellore (en Tamil; வேலூர் மாவட்டம் ) es un distrito de India, en el estado de Tamil Nadu . 
Comprende una superficie de 6 077 km².
El centro administrativo es la ciudad de Vellore.

## Demografía
Según censo 2011 contaba con una población total de 3 928 106 habitantes.